# Daniel Kubiak
Daniel Kubiak (* 24. Januar 1982 in Berlin, DDR) ist ein deutscher Soziologe.

## Leben
Kubiak wurde im Krankenhaus Friedrichshain geboren und wuchs in Ost-Berlin auf. Seine Familie stammt aus der Prignitz. Nach dem Abitur 2001 am Dathe-Gymnasium absolvierte er bis 2003 eine Ausbildung in der Systemgastronomie und nahm anschließend ein Studium der Sozialwissenschaften an der Humboldt-Universität zu Berlin auf. Nach eigener Aussage kam er hier erstmals bewusst mit Westdeutschen in Kontakt. Während des Studiums war Kubiak in verschiedenen Hilfskraftpositionen am Institut für Sozialwissenschaften (ISW) angestellt. Ein Auslandssemester verbrachte er an der Universität Warschau und schloss das Bachelor-Studium mit einer Arbeit zur Erinnerung an Vertreibungen aus deutsch-polnischer Sicht ab. Seine Master-Arbeit, für die er zeitweise in Flint (Michigan) und Denver forschte, befasste sich 2011 mit dem Thema Ökologische Stadtpolitik in US-amerikanischen Städten. Daran folgend wurde er bis 2013 als Büroleiter der Stadtsoziologin Talja Blokland und von 2012 bis 2021 als Studienberater am ISW tätig. Bis zu dessen Auflösung 2024 war Kubiak ab 2012 zudem Vorsitzender des Alumni-Vereins Uni3b.
Von 2015 bis 2019 promovierte Kubiak im Fach Soziologie bei Naika Foroutan und Karin Lohr zum Thema Die unendliche Geschichte der ostdeutschen Identität: Zur Identifikation und zum "Othering" junger Ostdeutscher.
Aktuell ist er am Berliner Institut für empirische Integrations- und Migrationsforschung (BIM) beschäftigt.
Seit 2017 lebt Kubiak im brandenburgischen Landkreis Barnim.

## Forschung
Im Schwerpunkt untersucht Kubiak die Themenfelder Ostdeutschland und Identitätsbildung, daneben auch Integration, Migration und zivilgesellschaftliches Engagement. Seine zentrale These ist, dass das Ostdeutsche im gesamtdeutschen Diskurs durch Othering verhandelt wird und hierbei zahlreiche Schnittmengen zum Migrationsdiskurs bestehen, während sich die Personengruppe selbst heterogen gestaltet und an die postmigrantische Gesellschaft anknüpft. Insbesondere im Zusammenhang mit Landtagswahlen in den östlichen Bundesländern erfahren seine Forschungsergebnisse eine breite Medienresonanz.
Aktuell forscht Kubiak in DeZIM-Verbundprojekten zu Stadtgesellschaften.

## Podcasts
- Zusammen mit Özgür Özvatan veröffentlicht Kubiak seit 2023 den Podcast Berlin.Ost.Migrantisch, bei dem diese – teils mit Gästen – Biografien ostdeutscher und migrantischer Herkunft mit Berlin-Bezug besprechen.[16]
- Zusammen mit André Knabe veröffentlicht Kubiak seit 2023 den Podcast Musi*Sociology – Gesellschaft durch Musik verstehen, bei dem Musik im sozialwissenschaftlichen Kontext besprochen wird.

## Publikationen (Auswahl)
- Daniel Kubiak/Sandra Matthäus (Hrsg.): Der Osten: Neue sozialwissenschaftliche Perspektiven auf einen komplexen Gegenstand jenseits von Verurteilung und Verklärung. Springer VS, Wiesbaden 2016, ISBN 978-3-658-06401-3.
- Die unendliche Geschichte der ostdeutschen Identität: Zur Identifikation und zum "Othering" junger Ostdeutscher (Dissertation). Berlin 2019.